# Байбаев
Байбаев — хутор в Иловлинском районе Волгоградской области России. Входит в состав Краснодонского сельского поселения. Население 47 чел. (2010) .

## История
В соответствии с Законом Волгоградской области от 14 марта 2005 года № 1027-ОД «Об установлении границ и наделении статусом Иловлинского района и муниципальных образований в его составе», хутор вошёл в состав образованного Краснодонского сельского поселения.

## География
Расположен на в центральной части региона, в степной зоне, у реки Дон, на Донской гряде в южной части Приволжской возвышенности.
Уличная сеть состоит из 10 географических объектов: Новый пер., Персиковый пер., Ягодный пер. Улица, ул. Абрикосовая, ул. Васильковая, ул. Дачная, ул. Изобильная, ул. Песчаная, ул. Светлая, ул. Ягодная
Абсолютная высота 44 метра над уровнем моря.

## Население
| 2010 |
| ---- |
| 47   |

Гендерный состав
По данным Всероссийской переписи населения 2010 года в гендерной структуре населения из 47 человек мужчин — 20, женщин — 27 (42,6 и 57,4 % соответственно).
Национальный состав
Согласно результатам переписи 2002 года, в национальной структуре населения
русские составляли 87 % из общей численности населения в 55 чел..

## Инфраструктура
Развитое сельское хозяйство. Личное подсобное хозяйство.

## Транспорт
стоит на автодороге муниципального значения